# 다이난정
다이난정(大南町)은 오이타현 오이타군에 설치되었던 정이다. 현재의 오이타시에 해당한다.

## 교통

### 철도
- 국철
  - 호히 본선